# Calycobolus africanus
Calycobolus africanus là một loài thực vật có hoa trong họ Bìm bìm. Loài này được (G. Don) Heine mô tả khoa học đầu tiên năm 1963.